# Thatcheriasyrinx
Thatcheriasyrinx é um gênero de gastrópodes pertencente a família Raphitomidae.

## Espécies
- Thatcheriasyrinx orientis (Melvill, 1904)[2]

Espécies trazidas para a sinonímia
- Thatcheriasyrinx orientalis Melvill, 1904: sinônimo de Thatcheriasyrinx orientis (Melvill, 1904)